# Nuvit Yıldız
Nuvit Yasin Yıldız (* 30. September 1980 in Istanbul) ist ein ehemaliger türkischer Fußballtorhüter.

## Karriere

### Verein
Yıldız begann mit dem Vereinsfußball in der Nachwuchsabteilung von Beşiktaş Istanbul und wurde hier 2001 mit einem Profivertrag ausgestattet. Er spielte aber weiterhin überwiegend für die Reservemannschaft des Vereins und wurde im Profikader als dritter Torhüter geführt. In der Saison 2002/03, der Saison zum hundertjährigen Vereinsbestehen, befand er sich regelmäßig im Profikader. Ohne einen Einsatz zu absolvieren, wurde er in dieser Saison mit seiner Mannschaft Türkischer Meister. In der Saison 2003/04 absolvierte Yıldız die beiden einzigen Profieinsätze seiner Karriere. Im Sommer 2005 beendete Yıldız mit 25 Jahren überraschend seine Karriere.

### Nationalmannschaft
Yıldız durch die Türkei Türkische U-15-, die U-16- und die U-17-Nationalmannschaft.

## Erfolge
Mit Beşiktaş Istanbul
- Türkischer Meister: 2002/03